# 東日本大震災に対する募金活動
東日本大震災に対する募金活動（ひがしにほんだいしんさいにたいするぼきんかつどう）では、東日本大震災に対する募金活動について記述する。

## 募金受付

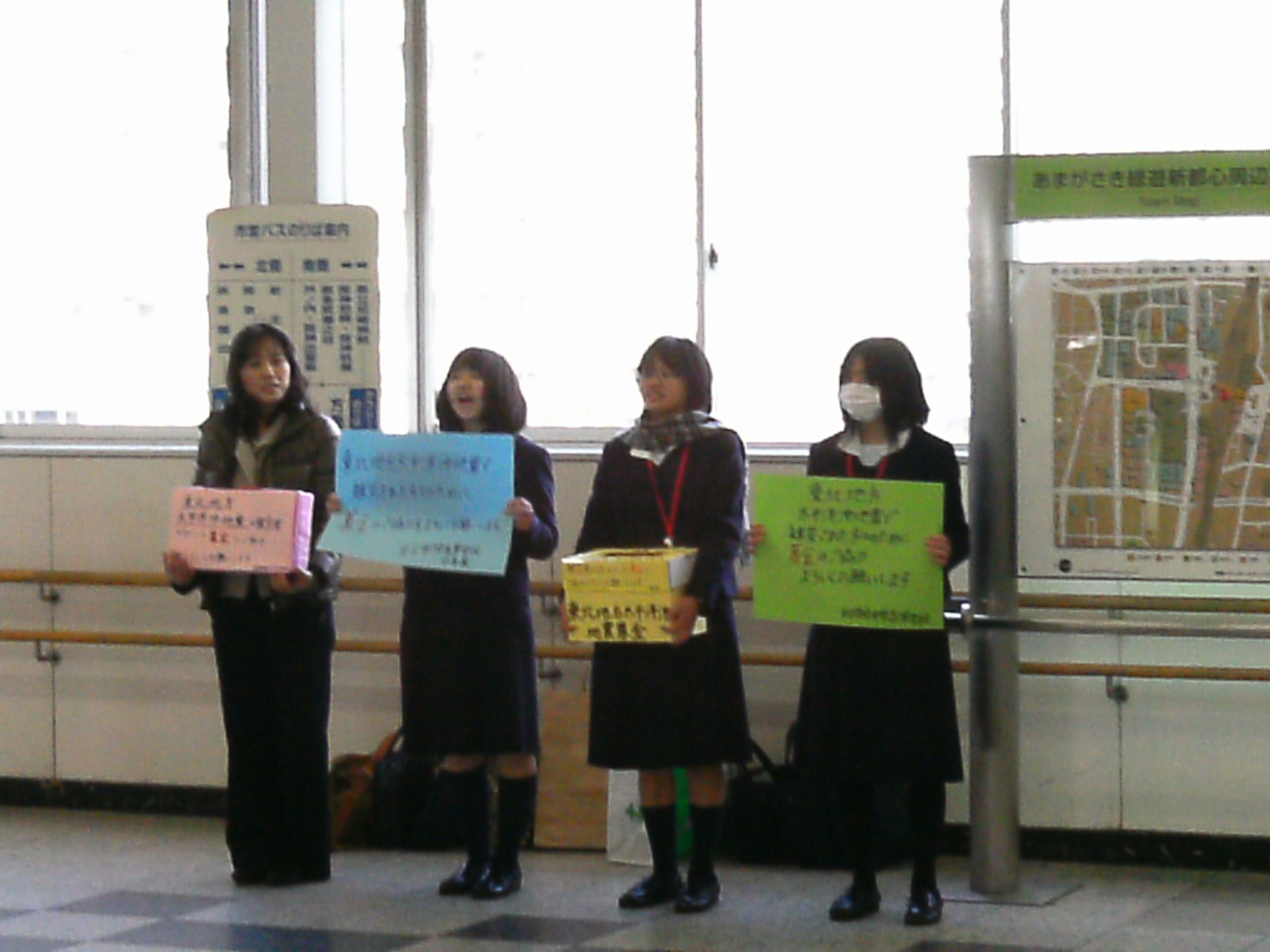
東北大震災義援募金を呼びかける尼崎市民（2011年3月）

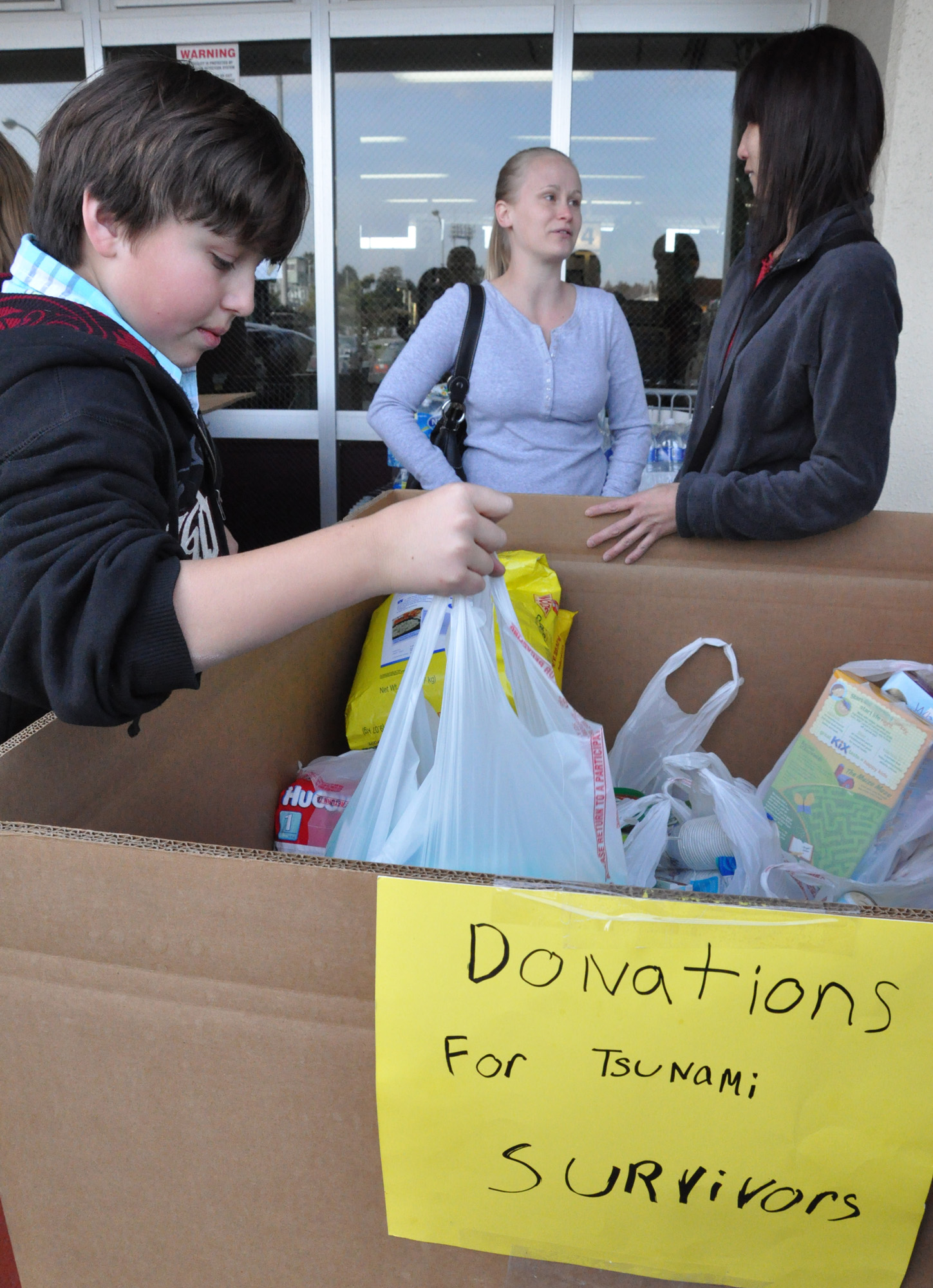
在日米軍厚木基地では基地住民によって被災者への募金活動が行われた（2011年3月11日）

- GREE[1]、mixi[2]、Ameba[3]など、国内SNS大手ではサービスを利用した募金を3月12日より開始。
- Twitter[4]では、地震の集積情報サービスを開始。Facebookでは募金活動を行っているサイトや団体の集積情報を行っている[5]。
- ニフティは「@nifty Web募金」においてチャリティーコンテンツを販売[6]。NTTレゾナントは「goo募金」で義援金の募集を開始した[6]。富士山マガジンサービスはオンライン書店「Fujisan.co.jp」において義援金の申し込みページを開設[6]。
- グルーポンは義援金の募集をしており、集められた金額と同額を同社が拠出し（マッチングギフト）、その総額を日本赤十字社へ送る[7][8]。
- ピクメディアが運営するPIKU[9]、アライドアーキテクツが運営する品品[9]、共同購買サイトKAUPON[10]、ユナイテッドピープル[11]、ソーシャルゲームを運営するZynga[12]、ハンゲーム[10]、DeNA[10]、ジークレスト[13]、特定非営利活動法人ジェン[14]、はてな[10]等が義援金の募金と拠出を表明している。
- NTTドコモ、KDDI、ソフトバンクモバイルは、ともに携帯電話から義援金を寄付できる特設サイトを開設し、寄付を呼び掛けている[6][15]。
- 三菱東京UFJ銀行は、特定非営利活動法人JPFを窓口とし、一般からの募金の受付口座も開設している[16]。
- SXSWでは、専用サイトを開設してアメリカ赤十字社への寄付を取り次いでいる[17]。
- 日本航空は、3月14日よりJALマイレージバンク会員に対しマイルの寄付を呼びかけ、マイル相当額を地震による被害救済の救難支援に役立てることを発表している[18]。
- ファミリーマートでは、レジカウンターの募金箱のほか、店内に設置しているマルチメディア端末「Famiポート」の募金受付サービス「Famiポート募金」を利用して、義援金受付を行っている[19]。

## ポイント還元
- Tポイント[20]、Ponta[21]、Yahoo!ポイント[6]などを義援金として寄付できるサービスを開始した[22][23]。
- ニコニコ動画などを運営するニワンゴは、チャリティー動画を作成し、提供するサービス内でのポイントを義援金として寄付できるサービスを開始。募金を募ることを呼び掛けている[24]。

## チャリティー販売
- 「Category:東日本大震災へのチャリティー活動」も参照。
- 「東日本大震災に対する個人・その他各種団体の支援活動」も参照。
- 「Pray For Japan」および「Play For Japan」も参照。
- グッドスマイルカンパニーでは、既存の『ねんどろいど 初音ミク』に応援顔やパーツを加えた『応援Ver.』を受注生産で発売。1体につき1,000円を日本赤十字社に寄付する[25][26]。
- プロトタイプは、イベント限定品だったPlayStation Portable用ゲームソフト『planetarian 〜ちいさなほしのゆめ〜』を5月12日にチャリティー版として初回生産分のみ一般販売することを発表[27]。16,663本の発注を受け、諸経費を差し引いた利益の全額22,415,069円を日本赤十字社に寄付した[28]。